# Sven-Georg Adenauer

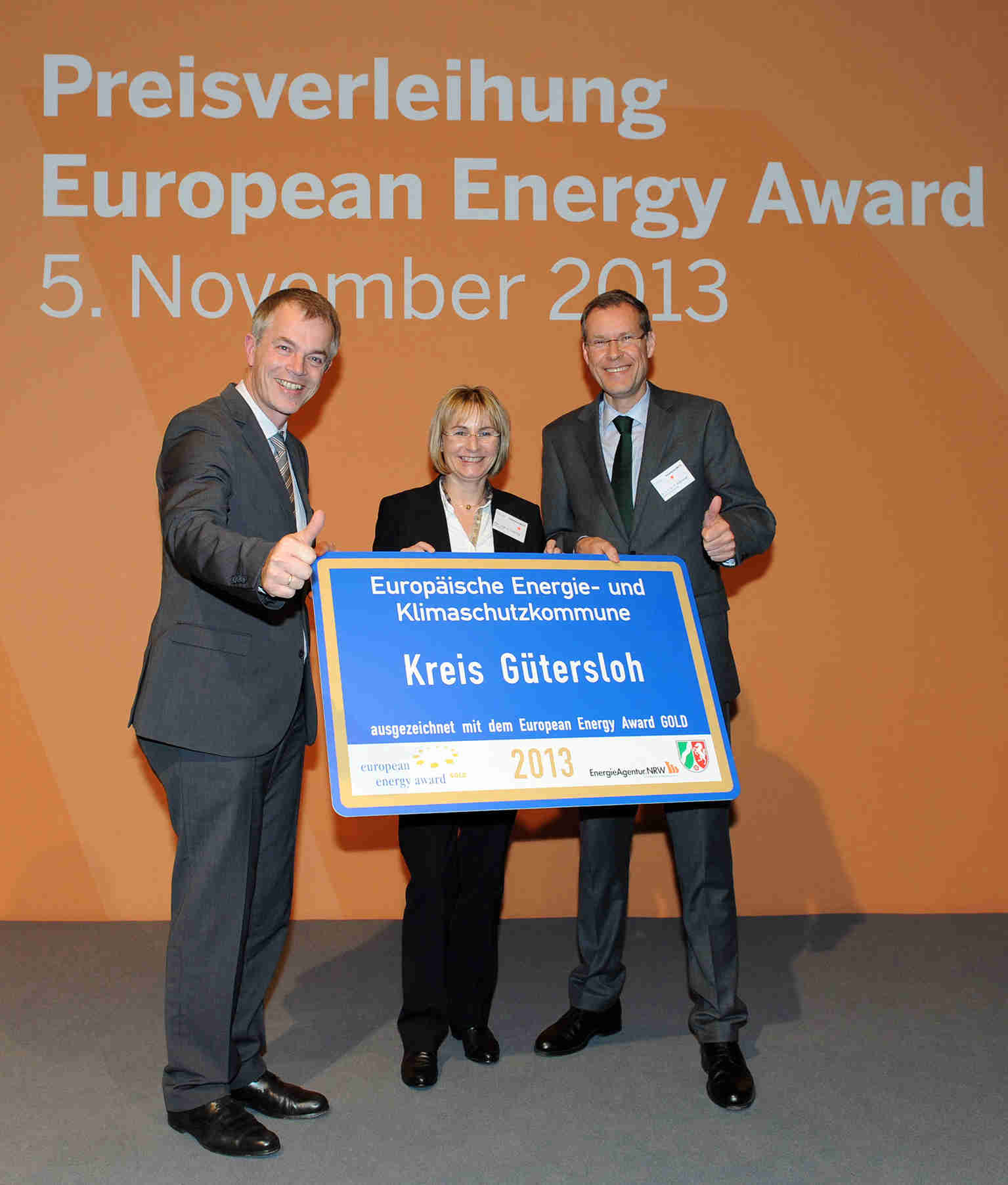
Sven-Georg Adenauer (rechts) erhält als Landrat des Kreises Gütersloh den European Energy Award GOLD 2013 aus den Händen von NRW-Klimaschutzminister Johannes Remmel.

Sven-Georg Adenauer (* 16. Oktober 1959 in Bonn) ist ein deutscher Politiker der CDU und Landrat des Kreises Gütersloh.

## Leben und Wirken

### Herkunft und Familie
Sven-Georg Adenauer ist der älteste von drei Söhnen des Notars Georg Adenauer (1931–2020), Sohn von Konrad Adenauer, und dessen Ehefrau Ulla-Britta. Seine Mutter ist Schwedin, weshalb er fließend Schwedisch spricht. Sven-Georg Adenauer ist in zweiter Ehe mit Carola geb. Kietzmann verheiratet. Das Paar hat ein gemeinsames Kind und wohnt in Rheda-Wiedenbrück. Außerdem hat Adenauer drei weitere Kinder aus erster Ehe.

### Ausbildung und berufliche Laufbahn
Nach dem Studium der Rechtswissenschaften an der Rheinischen Friedrich-Wilhelms-Universität Bonn und dem Abschluss als Volljurist wurde Adenauer 1991 Beamter des Landes Mecklenburg-Vorpommern. Dort war er mit der Amtsbezeichnung eines Regierungsdirektors unter anderem Leiter des Referats für Bundesrat, Justiz, Innenpolitik und Verteidigung der Landesvertretung beim Bund tätig sowie als persönlicher Referent der jeweiligen Bevollmächtigten des Landes.
Von Januar bis September 1999 war Adenauer Geschäftsführer der CDU-Kreistagsfraktion Gütersloh und in beratender Funktion für eine Anwaltskanzlei tätig. Seit Oktober 1999 ist er direkt gewählter Landrat des Kreises Gütersloh, im September 2004 mit 55,8 %, im August 2009 mit 56,7 %, im Mai 2014 mit 61,7 % und im September 2020 mit 54,4 % der abgegebenen Stimmen im Amt bestätigt.

### Weitere Aktivitäten und Engagements
Adenauer ist Oberstleutnant der Reserve der Bundeswehr (Heer).
Am 28. Juni 2015 war Adenauer Kandidat in der NDR-Sendung Kaum zu glauben! Am 10. November 2018 trat er ebenfalls als Kandidat in der deutschsprachigen Quizsendung Ich weiß alles! auf und unterlag in der ersten Runde gegen Gloria von Thurn und Taxis in der Kategorie Die Windsors.
2025 Kündigte Adenauer seine Kandidatur für den Vereinsvorstand des 1. FC Köln an.

## Mitgliedschaften (Landrat)
- Verwaltungsausschuss Arbeitsamt Bielefeld
- Verwaltungsrat und Kreditausschuss der Kreissparkassen Halle und Wiedenbrück
- stellv. Beanstandungsbeamter im Verwaltungsrat der Sparkasse Gütersloh-Rietberg
- Aufsichtsrat der Kreiswohnstättengenossenschaft (KWG) Halle (Westf.)
- Aufsichtsrat der Kreisheimstätte Wiedenbrück
- Aufsichtsrat Flughafen Paderborn/Lippstadt
- Regionalbeirat RWE AG
- Beirat E.ON Westfalen Weser AG
- Vereinigte Gas- und Wasserversorgung (VGW) GmbH

## Ehrungen
- 2010: Ernst-Moritz-Arndt-Plakette des Bundes der Vertriebenen, Landesverband Nordrhein-Westfalen
- 2013: Ehrendoktorwürde der West-Universität im rumänischen Timișoara[4]
- 2015: Auszeichnungen durch Lettlands Präsident Andris Bērziņš mit dem höchsten Orden der baltischen Republik, dem Anerkennungskreuz, für seinen Einsatz für die deutsch-lettische Freundschaft[5]